# Saison 2 de Capitaine Marleau
Chronologie
Saison 1 Saison 3
Cet article présente le guide des épisodes de la deuxième saison de la série télévisée Capitaine Marleau.

## Deuxième saison (2017-2018)

### Épisode 1:Chambre avec vue
- Suisse : 29 septembre 2017 sur RTS Un
- France : 3 octobre 2017 sur France 3
- Belgique : 10 novembre 2018 sur La Une

Marc-Antoine Laurent
- France : 6,840 millions de téléspectateurs (29 % de part d'audience)  / Rediffusion du 13 novembre 2018 : 5 610 000 téléspectateurs (23,8 % de part d'audience)

- Yolande Moreau : Catherine Rougemont
- Patrick Bouchitey : Hugo Perez
- Rod Paradot : Gabriel
- Cédric Le Maoût : L'adjudant Loïc Planchon
- Laure Josnin : Claire
- Lucie Desclozeaux : Leïla
- Margaux Valle : Lisa Serelle
- Piérick Tournier : Julien Batz
- Maxime Sechaud : Franck
- Sarah Maxaire : Petite dame inconnue
- Audrey Chamot : Sandra
- Thomas Baelde : Interne hôpital Calais
- Gérard Pinteau : Major
- Mathilde Braure : Mme Armelle Chavancy
- Alexandre Carriere : Rémi Arnoux
- Franck Andrieux : Enzo Cassini
- Amar Oumaziz : Légiste
- Saverio Maligno : Gendarme motard maigre
- Clément de Preiter Baise : Homme STUP
- Grégory Maiuri : Pêcheur surfcasting

### Épisode 2:La Mémoire enfouie
- Suisse : 6 octobre 2017 sur RTS Un
- France : 10 octobre 2017 sur France 3
- Belgique : 10 octobre 2020 sur La Une

- France :  5,842 Millions  de téléspectateurs (22,8 % de part d'audience)

- Niels Arestrup : Hervé Gerfaut
- Florence Thomassin : Mathilde Liorade
- Daniel Hanssens : Max Boilon
- Sara Martins : Irène Ruff
- Rabah Loucif : Lyes
- Joël Lefrançois : Gérard Liorade
- Ludovic Berthillot : Pablo Vega
- Alice Renom : Camille
- Zacharie Chasseriaud : Arthur Gerfaut
- Alexandre Achdjian : Gary
- Maëva Pasquali : Barmaid
- Jeff Bigot : Maître Delcaux
- Louis de Villers : Vincent
- Philippe Labonne : Directeur prison
- Jérôme Huguet : Co-détenu
- Bernard Vergne : Légiste
- Catherine Davenier : Proviseure lycée
- David Ban : Michel (ami Pablo)
- Jules Miesch : Pierre Ubeira
- Pierre Andrau : Étienne Liorade
- Phénix Brossard : Guillaume
- Jules Ritmanic et Quentin Ballif : Jeunes cyclistes
- Pascal Elso : Technicien scientifique
- Christophe Chalufour : Jeune gendarme
- Stéphane Bensimon : Gardien prison
- Alexandre San : Employé ex-billard
- Michel Lamy : Prêtre

### Épisode 3:Sang et lumière
- Suisse : 10 novembre 2017 sur RTS Un
- Belgique : 7 avril 2018 sur La Une
- France : 17 avril 2018 sur France 3

- France : 7,238 millions de téléspectateurs (30,4 % de part d'audience), à J+7 (Replay) : 8,2 millions de téléspectateurs (32 % de part d'audience)
- Belgique : 378 109 (32.0 % de part d'audience)

- David Suchet : Herbert White
- Jérôme Kircher : Thomas Chapuizet
- Nancy Tate : Jenny Sullivan
- Bartholomew Boutellis : Yvon Barbet
- Geoffrey Carey : Harold
- James Gérard : Angus Sullivan
- Hester Wilcox : Maggie Chapuiset
- Léo Dussollier : Lieutenant Etienne Vasson
- Jérôme Derre : Ulysse Verterac
- Lucy Harrison : Caroline
- Elisa Noyez : Anna Sullivan
- Robin Causse : Etiopathe
- Charline Collonge : Infirmière
- Hubert Hazane : Gendarme accueil
- Clément Quentin : TIC
- John McNulty : Consommateur pub / Joueur à la batte
- Marie Delmares et Cynthia Bresolin : Cyclotouristes
- Marc Eisenchteter : Joueur de cricket
- Laura Smet : Lucie Verterac

### Épisode 4:Le Jeune homme et la mort
- Suisse : 9 février 2018 sur RTS Un
- Belgique : 14 avril 2018 sur La Une
- France : 24 avril 2018 sur France 3

- France : 6,540 millions de téléspectateurs (27,7 % de part d'audience)
- Belgique : 319 289 téléspectateurs (31.4 % de part d'audience)

- Jean-Hugues Anglade : Alexandre Eckert
- Évelyne Bouix : Joyce Kramer
- Marianne Denicourt : Sabrina Eckert
- Émile Berling : Christophe Gosselin
- Lindsay Karamoh : Brigadier Noémie Perrone
- Florence Darel : Blanche Allard
- Stanislas Merhar : Philippe Venturi
- Matthieu Dessertine : Fred Rolane
- Laurent de Montalembert : Bastien Meunier
- Stéphane Boucher : Miguel, le patron du café
- Nathalie Jadot : Anne-Laure Gosselin
- Aurélie Vérillon : Mélanie Garel
- Luc-Emmanuel Betton : Paul Webre
- Jules Dousset : Kevin Vandermersch
- Jacques Develay : le médecin légiste
- Alif Ben Brada : le technicien tatoué
- Clément Quentin : le beau gendarme
- Muriel Machefer : la médecin
- Daouda Diakhate : la gendarme
- Christophe Sardain : le TIC
- Naoufal Bensaaid : l'homme chauve
- Robin Ojade : le machiniste
- Alexandre Lasserre : le technicien ouvert

### Épisode 5:Double jeu
- Suisse : 27 avril 2018 sur RTS Un
- Belgique : 15 septembre 2018 sur La Une
- France : 23 octobre 2018 sur France 3

- France : 6,613 millions de téléspectateurs (28,3 % de part d'audience)
- Belgique : 308 000 téléspectateurs (30,9% de part d'audience)

- Pierre-François Martin-Laval : Paul Dalvet
- Grégoire Leprince-Ringuet : Gabriel Dalvet
- Christopher Thompson : Charles Castillon
- Michel Hermon : Jean-Philippe Dalvet
- Émilie Chesnais : Laurence Dalvet
- Aymeric Demarigny : Brigadier Brière
- Jean-Baptiste Blanc : Tim Dalvet
- Dinara Droukarova : Lou Antelme
- Julia Duchaussoy : Marie, la bonne des Dalvet
- Laurent Grévill : Anthony Guichard
- Pierre Perret : Monsieur Pellisson
- Jackie Berroyer : Docteur Aboumehri, le psy
- Jean-Claude Drouot : Léopold Salaun
- Dominique Besnehard : le détective privé

Tourné en novembre 2017 en Charente-Maritime, à l’Île de Ré.
Lorsque Marleau se retrouve face au personnage joué par Pierre Perret, elle lui dit: «Vous me trouviez plutôt jolie ?», référence à la chanson Lily.

### Épisode 6:Les Roseaux noirs
- Suisse : 4 septembre 2018 sur RTS Un
- Belgique : 22 septembre 2018 sur La Une
- France : 30 octobre 2018 sur France 3

- France :  6,41 millions de téléspectateurs (26,1 % de part d'audience)
- Belgique :  339 529 téléspectateurs (24,7 % de part d'audience)

- Nicole Garcia : Irène Denan
- Hippolyte Girardot : Pierre Claudel
- Élodie Frenck : Christine Delfino
- Raphaëlle Agogué : Lella Borg
- Lubna Gourion : Nolwenn
- Jules Houplain : Anthony Crozier
- Marc Barbé : Luigi Delfino
- Maxence Vandevelde : Lieutenant Eric Weber
- Arnaud Lechien : Marcus Borg
- Jérôme Huguet : Lionel Odran
- Catherine Javaloyes : la secrétaire de Claudel
- Jean-Claude Klotz : le prêtre à l'enterrement

### Épisode 7:Ne plus mourir, jamais
- Suisse : 16 octobre 2018 sur RTS Un
- Belgique : 23 février 2019 sur La Une
- France : 2 avril 2019 sur France 3

- France : 6,905 millions de téléspectateurs (29,7 % de part d'audience), à J+7 (Replay) : 8,14 millions de téléspectateurs (31,1 % de part d'audience)
- Belgique : 416 198 téléspectateurs (28,3 % de part d'audience)

- Isabelle Adjani : Isabelle Laumont
- Thibault de Montalembert : Richard Tamani
- Yannick Renier : Vincent Duparc
- Quentin Dolmaire : Tom Tamani
- Raph : Aurore Tamani
- Lily Taïeb : Lieutenant(e) Laurianne Petitbois
- Didier Flamand : Professeur Lalou
- Christine Murillo : Valérie Wilkins
- Guillaume Verdier : Jules Royné
- Sarah Pasquier : Élise Janson-Tamani

Tourné du 11 au 29 juin 2018 en Charente, à Angoulême.
Référence/clin d'œil : À un certain moment de l'épisode, capitaine Marleau s'adresse à Isabelle en disant "je ne suis pas folle vous savez ; Bonsoir !" Il s'agit d'une réplique de Florence Foresti lors de son imitation caricaturale d'Isabelle Adjani. Par ailleurs, les dialogues de l’épisode font de nombreux clins d’œil et références à la filmographie d’Isabelle Adjani (La Gifle, Nosferatu, fantôme de la nuit, Possession, Mortelle randonnée, Tout feu, tout flamme, La Reine Margot, Diabolique, L'Été meurtrier, Adèle H., Clara et les chics types), ainsi qu'à sa discographie (Beau oui comme Bowie).
Auto-référence : Marleau fait référence à l'épisode précédent lorsqu'elle répond "si c'est sa jumelle, elle s'est trompée d'épisode".